# اللواء 6 صواريخ (اليمن)
اللواء 6 صواريخ اسكود هو لواء عسكري يمني يتبع مجموعة ألوية الصواريخ ويتمركز في العاصمة صنعاء.

## قادة اللواء
| م | القائد                               | بداية          | نهاية         | المدة |
| - | ------------------------------------ | -------------- | ------------- | ----- |
| 1 | غير معروف                            | غير معروف      | 19 ديسمبر2012 |       |
| 2 | العميد الركن/ محمد ناصر أحمد العاطفي | 19 ديسمبر 2012 | 2013          |       |
| 4 | -                                    | 2013           | حالياً         |       |